# Frutiger
Frutiger is een schreefloos lettertype ontworpen door de Zwitserse lettertypeontwerper Adrian Frutiger. In 1970 werd hij door de Franse architect Paul Andreu gevraagd voor het ontwerp van de typografie van de belettering van de internationale luchthaven Charles de Gaulle (Roissy, Frankrijk). In plaats van gebruik te maken van een van zijn eerder ontworpen lettertypen zoals Univers, verkoos Frutiger een nieuw te ontwerpen. De nieuwe lettersoort, oorspronkelijk Roissy genoemd, werd voltooid in 1975 en werd in hetzelfde jaar in gebruik genomen op de luchthaven.

## Vorm
Frutiger baseerde het ontwerp van het schreefloze lettertype op Univers en Gill Sans. Voor gebruik op de luchthaven was het van belang dat de letters onder verschillende hoeken en van grote afstand goed leesbaar zijn. De letters zijn karakteristiek gemakkelijk van elkaar te onderscheiden, met duidelijke stokken en openingen.

## Toepassing
Als lettertype voor drukwerk verscheen Frutiger in 1976 op de markt bij letteruitgeverijen D. Stempel AG en Linotype. De eenvoud en de leesbaarheid van Frutiger maakt het tot een populair lettertype voor advertenties en klein drukwerk.
Frutiger wordt onder meer gebruikt op wegwijzers in Zwitserland en binnen het openbaarvervoernetwerk van Oslo, Noorwegen sinds de jaren 1980. In 1997 werd het lettertype bewerkt voor gebruik op bordjes in de Alte Pinakothek in München. De Nederlandse Spoorwegen zijn inmiddels overgestapt van Univers naar Frutiger voor hun borden en bewegwijzeringen en voor het spoorboekje, en ook de Luchthaven Schiphol, het NOS Journaal, Randstad Uitzendorganisatie, de Nederlandse hulpdiensten en de Universiteit Gent gebruiken Frutiger. In 2014 werd Frutiger opgenomen in het door de vereniging van Nederlandse gemeenten ontworpen uniform voor de gemeentelijke buitengewoon opsporingsambtenaar. De opdruk "Handhaving" is in Frutiger.